# Territoire non organisé (Canada)
Pour les articles homonymes, voir Territoire non organisé.
Au Canada, un territoire non organisé (TNO) est une région géographique qui n'est pas une municipalité ou une communauté autochtone.

## Alberta
En Alberta, les territoires non organisés sont divisés en districts d'amélioration. Les districts d'améliorations sont des territoires où une faible densité de population et une faible assiette fiscale ne permettent pas de viabiliser une administration locale. Les districts sont administrés par le gouvernement de l'Alberta qui s'occupe de fournir des services à la population, sauf si un conseil est élu.

## Nouveau-Brunswick
Au Nouveau-Brunswick, les territoires non organisés sont divisés en districts de services locaux. Les districts sont administrés par le ministère de l'Environnement et des Gouvernements locaux du Nouveau-Brunswick qui s'occupe de fournir des services à la population.

## Ontario
En Ontario, un territoire non organisé est appelé territoire non érigé en municipalité. Ces territoires n'existent que dans le Nord de l'Ontario où il n'y a pas d'administration de comté ou de municipalité.  Cependant, quelques communautés situées dans les territoires non organisés ont formé des régies de services locaux. À des fins de recensement, les territoires non organisés ontariens sont nommés selon le nom du district dont ils font partie avec un qualitatif géographique s'il y a plus d'un tel territoire à l'intérieur du même district. Trois territoires non organisés n'avaient aucune population en 2006.

### Territoires non érigés en municipalité en Ontario
- Algoma, UNO, North Part
- Algoma, UNO, South East Part
- Cochrane, UNO, North Part
- Cochrane, UNO, South East Part
- Cochrane, UNO, South West Part
- Kenora, UNO
- Manitoulin, UNO, Mainland
- Manitoulin, UNO, West Part
- Nipissing, UNO, North Part
- Nipissing, UNO, South Part
- Parry Sound, UNO, Centre Part
- Parry Sound, UNO, North East Part
- Rainy River, UNO
- Sudbury, UNO, North Part
- Thunder Bay, UNO
- Timiskaming, UNO, East Part
- Timiskaming, UNO, West Part

## Québec
Au Québec, un territoire non organisé est une région qui ne fait partie d'aucune municipalité locale et dont la gestion est assurée par la municipalité régionale de comté (MRC) dont il fait partie.  
La MRC est tenue d'adopter un règlement de zonage, de lotissement et de construction s'appliquant à ces territoires. 
La tenure des terres d'un territoire non organisé est généralement publique. De façon générale, il est situé en milieu forestier inhabité : on compte moins de 2 000 habitants dans l'un ou l'autre des 103 territoires. Les établissements permanents comprennent des sites de villégiature, tels que Sagard ou Saint-Guillaume-Nord, ou d'anciens cantons de colonisation n'ayant jamais été municipalisés, tels que Mont-Albert ou Lac-Chicobi. Une MRC peut constituer pour les localités habitées un comité local élu ayant un pouvoir d'étude et de recommandation concernant les sujets d'intérêt pour les résidents. 